# Joseph Thaddäus von Sumerau

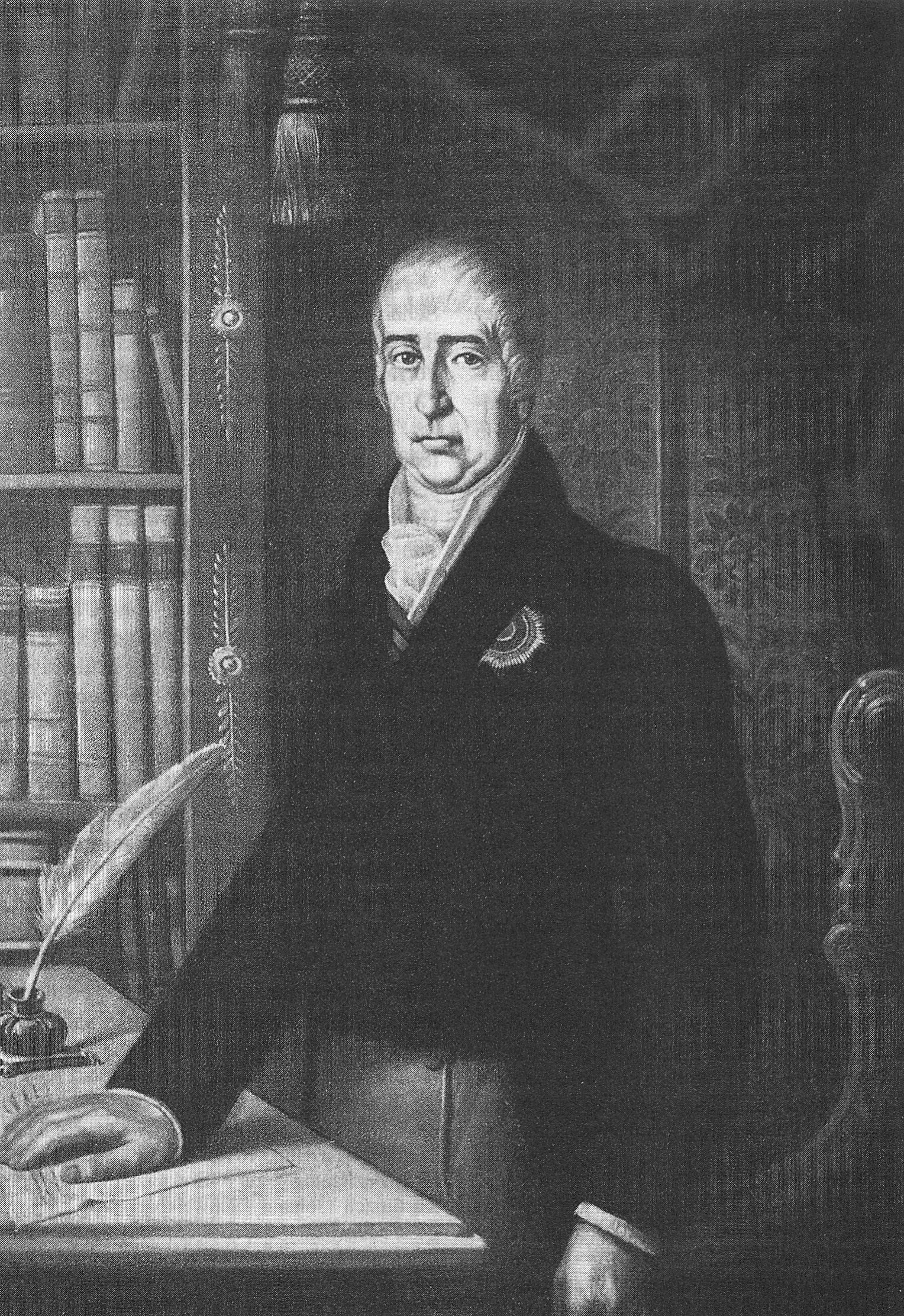
Joseph Thaddäus von Sumerau, letzter vorderösterreichischer Regierungspräsident

Joseph Thaddäus von Sumerau (* 1749 in Wien; † 25. März 1817 ebenda) war ab 1791 der letzte vorderösterreichische Regierungspräsident in Freiburg.

## Jugend und Studium
Joseph Thaddäus von Sumerau war der Neffe von Anton Thaddäus von Sumerau. Der Onkel hatte ihn und zwei Nichten 1750 nach dem frühen Tode seines Bruders adoptiert. Anton Thaddäus von Sumerau schickte seinen Brudersohn zur schulischen Ausbildung zu den Jesuiten ins Lothringische nach Pont-à-Mousson und ließ ihn 1762 bis 1766 in Freiburg studieren. Anschließend verschaffte er ihm eine Regierungsratstelle, mit der Joseph Thaddäus am 14. Juli 1767 bei einem Gehalt von 400 fl. in die vorderösterreichische Regierung eintrat. In Wien wurde allerdings im Nachhinein bemängelt, dass der junge Sumerau keine vorgeschriebene Probearbeit, das Spezimen geliefert hätte. Anton Thaddäus bat 1769 erfolgreich um die Immatrikulation (Aufnahme) seines Neffen in die Breisgauer Ritterschaft. Am 7. Januar 1772 heiratete Sumerau Caroline Freiin von Duminique.

## Tätigkeit als Regierungsrat
Als Papst Clemens XIV. am 18. August 1773 den Jesuitenorden aufhob, wies Regierungsrat von Sumerau, selbst Zögling, auf die Verdienste der Jesuiten in der Jugenderziehung hin und war federführend bei den Petitionen um den Erhalt des Ordens bemüht. Zwischen 1774 und 1777 war Joseph Thaddäus Direktor des Fiskalamtes in Freiburg. Nach dem Tode Carl von Ulms 1781 wurde er zum Praeses der Gymnasien- und Normalschulkommission ernannt. Beim neugebildeten vorderösterreichischen Appellationsgericht war Sumerau ab 1784 tätig. 1786 berief ihn Kaiser Leopold II. mit dem Titel Hofrat und einem Gehalt von 4000 fl. als Referent für die Vorlande nach Wien. Im Mai 1790 begab sich eine ständische Delegation nach Wien, um die unter Joseph II. erfolgten Reformen im Breisgau rückgängig zu machen. Leopold sagte lediglich zu, dass die Stände den Präsidenten des Konsess unter strengen Bedingungen selbst wählen dürfen, dass sie aber die Priminstanz oder das Recht auf die erste Rechtsinstanz nur wieder einführen dürften, wenn sie die Kosten selber trügen.

## Tätigkeit als vorderösterreichischer Regierungspräsident
Am 25. Januar 1791 ernannte der Kaiser Joseph Freiherr von Sumerau unter Verleihung des Titels eines Wirklichen Geheimen Rats als besonderes Merkmal der allerhöchsten Gnade mit einem Gehalt von 8400 fl. zum Regierungspräsidenten von Vorderösterreich. Seinen Dienst in Freiburg trat der erzkonservative Sumerau im März 1791 an. Er liebte das mir anvertraute Land und seine Bewohner und beharrte von Beginn an auf den josephinischen Reformen.
Außerdem kämpfte er seit seiner Ankunft im Breisgau gegen die verderblichen Einflüsse der Französischen Revolution. Mit der Flucht vor den Unruhen von geschätzten 150.000 Elsässern und Franzosen über den Rhein, sah der Regierungspräsident in jedem Flüchtling einen Verschwörer. Umgehend baute er einen polizeilichen Spitzeldienst auf. Jeder Bürger war verdächtig, ein verkappter Revolutionär zu sein. Selbst der langjährige protestantische Freiburger Professor Johann Georg Jacobi musste sich wegen einiger positiver Äußerungen zur Republik die Bemerkung gefallen lassen: Wäre er doch in Halberstadt geblieben.
Sumerau sah die Abwehr des Einflusses der Revolution vor allem ideologisch. Er führte in den Vorlanden die Zensur wieder ein, konnte aber das Einschleusen revolutionärer Schriften nicht unterbinden. Diese Schriften bekämpfte er mit Gegenpropagandaschriften in deutscher und französischer Sprache, die er jenseits der Grenze verteilen ließ. Seinen Außenminister Johann Ludwig von Cobenzl in Wien ließ er wissen: Ein Reichsgesetz muß der leidigen Preßfreiheit und dem unseligen Illuminatentum die schärfsten Schranken setzen, sonst helfen alle einzelnen Anordnungen und Bücherverbote etc. nichts. Ferner bat Sumerau Kaiser Leopold um Truppenverstärkungen in die Vorlande, weil sonst mit vollem Grund zu besorgen ist, daß die tolle Kühnheit der für die neue Konstitution gesinnten Franzosen sie über den Rhein treibt. Weil die kaiserliche Hilfe ausblieb, forcierte Sumerau die Bildung einer Landmiliz. Nachdem die Franzosen im Juni 1796 den Rhein bei Kehl überschritten hatten, kam es am 7. Juli 1796 bei Wagenstadt und Tutschfelden zum Zusammenstoß zwischen der Revolutionsarmee und der Bürgerwehr. Nach einem kurzen Aufenthalt der Franzosen im Breisgau gelang es dem Franzosenschreck Erzherzog Karl nicht nur das rechtsrheinische Gebiet zu befreien, sondern auch das Elsass zu besetzen.
Nach dem verlorenen Krieg in Norditalien, musste sich Österreich im Frieden von Campo Formio Napoleons Diktat beugen: Der Breisgau wurde dem modenischen Herzog Herkules III. als Ersatz für sein der Cisalpinischen Republik zugeschlagenes Herzogtum angeboten. Sumerau war entsetzt: Kein Volk der Welt kann dem besten Landesfürsten mit mehrer Treue und Anhänglichkeit zugethan seyn, als es die Vorländer gegen S. M. und das allerdurchlauchtigste Erzhaus sind, wovon sie auch die ursprünglich ersten und ältesten Stammesunterthanen zu seyn sich rühmen. Herkules III. lehnte ab, die ihm angebotene geringe Herrschaft anzutreten, doch nach einer erneuten französischen Besetzung des Breisgaus 1799, der Niederlage Österreichs und dem zusätzlichen Versprechen der Ortenau im Frieden von Lunéville 1801 wurde das Gebiet modenisch (Herzogtum Modena-Breisgau).

## Weitere Tätigkeit für das Haus Österreich
Sumerau wurde zum Übergabekommissär bestimmt, um den Breisgau dem modenischen Statthalter Ferdinand von Österreich, den Schwiegersohn Herkules’ III., zu übergeben. Ferdinand bestellte anschließend Hermann von Greiffenegg zum Regierungspräsidenten. Derweil hatte Kaiser Franz II. Sumerau wegen seiner Erfahrungen auf polizeilichem Gebiet am 18. Juni 1801 zum Vizepräsidenten der Polizeihofstelle (Vize-Polizeiminister) ernannt. Hier baute er das Konfidentenwesen aus. Seit 1801 Kurator des Theresianums sorgte er sich um die Erhaltung konservativer Erziehungsmethoden. Am 29. August 1802 wurde Sumerau mit kaiserlichem Handschreiben zum Regierungspräsidenten von Niederösterreich bestellt, ein Amt, das er bis 1804 bekleidete. Wegen seiner Verdienste ernannte der nun österreichische Kaiser Franz I. im Jahre 1805 Sumerau zum kaiserlichen Kämmerer und verlieh ihm 1808 das Großkreuz des St. Stephansordens. Mit 67 heiratete Sumerau Maria Franziska, die Witwe des Grafen Heinrich Khevenhiller. Ein Jahr später am 25. März 1817 erlag er einem Hirnschlag und wurde auf seinem Gut Lengenfeld bei Wien bestattet.